# Nuova politica economica
La Nuova politica economica (in russo новая экономическая политика?, novaja ėkonomičeskaja politika), nota anche con la sigla NEP (in russo НЭП?), fu un sistema economico misto socialista, istituito in Unione Sovietica nel 1921 e durato fino al 1928. 
Era caratterizzato da un'economia di libero mercato nella produzione agricola e nelle piccole e medio-piccole imprese, e dalla presenza di una estesa e rigida pianificazione e regolamentazione dirigenziale del resto dell'economia del Paese da parte dello Stato. Fu decisa da Lenin  e fu accantonata da Stalin, che adottò un'economia statalista centralmente pianificata tramite i piani quinquennali. La NEP, nelle intenzioni di Lenin e del gruppo dirigente bolscevico, rappresentava un mezzo temporaneo per ricostruire l'economia dopo le carestie e i  dissesti sociali ed economici del cosiddetto comunismo di guerra, attuato dal regime bolscevico durante la guerra civile russa.

## Contesto
Durante il periodo post-rivoluzionario i bolscevichi tentarono di amministrare l'economia russa mediante un'accelerazione del processo di collettivizzazione delle risorse, avviando la politica economica poi definita "comunismo di guerra". Agli agricoltori e agli operai venne ordinato di produrre, e cibo e merci erano sequestrati e distribuiti suddividendoli equamente mediante razionamento. Questa politica permise al regime bolscevico di superare alcune difficoltà iniziali, ma presto causò disagi economici e difficoltà, e fu fonte di rivolte. I produttori che non venivano direttamente compensati per il loro lavoro spesso smettevano di produrre, portando a carenze diffuse. Insieme alla devastazione della guerra, queste furono gravi difficoltà per il popolo russo e diminuirono il sostegno popolare ai bolscevichi. Inoltre, alla fine della guerra civile, i bolscevichi controllavano quasi solo le città, ma l'80% della popolazione russa era contadina.  L'autorità del potere statale centralizzato non si estendeva molto oltre le città e le linee ferroviarie (parzialmente distrutte) che le collegavano. Nelle vaste distese di campagna, i contadini si radunarono nei loro comuni, ritirandosi sia economicamente che psicologicamente dallo stato e dai suoi distaccamenti militari e alimentari. Sebbene quasi tutti i combattimenti siano avvenuti al di fuori delle aree urbane, le popolazioni urbane erano notevolmente diminuite. La guerra interruppe i trasporti (in particolare le ferrovie) e i servizi pubblici di base. Le malattie infettive prosperavano, in particolare il tifo. Le spedizioni di cibo e carburante per ferrovia e via mare erano diminuite drasticamente. I residenti della città avevano prima sperimentato una carenza di olio combustibile, poi carbone, fino a quando non hanno fatto ricorso al legno e alle loro stesse masserizie. Le popolazioni delle città settentrionali erano diminuite in media del 24%. Le città settentrionali ricevevano meno cibo delle città agricole del sud. Solo Pietrogrado durante la guerra civile perse 850.000 residenti, la metà della popolazione urbana. I lavoratori emigravano verso sud e divennero mendicanti per ottenere gli avanzi dai contadini. Chi migrato recentemente verso le città, se ne andava quando poteva allorché aveva ancora legami con i villaggi di origine. I lavoratori urbani costituivano il nucleo del sostegno bolscevico, quindi l'esodo rappresentava un grave problema. La produzione in fabbrica subì un forte rallentamento o anche completa interruzione. Le fabbriche mancavano di 30.000 lavoratori nel 1919. Per sopravvivere, gli abitanti delle città barattavano oggetti di valore personali, producevano oggetti artigianali da vendere o barattare e coltivavano ortaggi nei propri giardini. L'acuta necessità di cibo spingeva a ottenerlo attraverso il commercio semi-legale (divenne comune la figura del "mešočnik", letteralmente "persona che cammina portando un sacco in spalla"). La siccità e il gelo hanno portato alla Carestia russa del 1921-1923, in cui milioni di persone morirono di fame, specialmente nella regione del Volga, e il sostegno urbano al partito bolscevico si erose. Quando non arrivò il pane a Mosca, nel gennaio-febbraio 1921, i lavoratori divennero affamati e disillusi. Organizzarono manifestazioni contro la politica delle razioni privilegiate, in cui l'Armata Rossa, i membri del Partito e gli studenti ricevevano prima le razioni. Secondo David Christian, la Čeka (la polizia segreta del Partito Comunista di Stato) ha riportato 118 rivolte contadine solo nel febbraio 1921. La Rivolta di Kronštadt di soldati e marinai scoppiò nel marzo del 1921, alimentata da anarchismo e populismo come reazione a questo fallimento evidente.
Lenin capì che le condizioni economiche erano disastrose, quindi aprì i mercati a un maggior grado di libero scambio, sperando di motivare la popolazione ad aumentare la produzione. La scelta di abbandonare il comunismo di guerra venne presa in seguito alla serie di ribellioni contadine (tra le quali quella di Tambov, che coinvolge quasi mezza Russia etnica, è stata la più estesa e pericolosa dalla rivoluzione di ottobre), e soprattutto dopo l'ammutinamento della base navale di Kronštadt, i cui soldati erano stati tra i più attivi sostenitori della rivoluzione d'ottobre. La ribellione fece sussultare Lenin, perché i bolscevichi consideravano i marinai di Kronštadt i "più rossi dei rossi". Il bombardamento della base di Kronštadt da parte dell'Armata Rossa di Lev Trotsky è visto da alcuni storici come l'evento che pone fine al periodo rivoluzionario in Russia. Da parte anarco-comunista la rivolta di Kronštadt viene interpretata come una 4ª rivoluzione vera e propria (dopo quella del 1905, di febbraio, e d'ottobre), fallita, vedendo in tale evento molto più che il caso localizzato e contingente al quale apparentemente si riduce storiograficamente. Una 4ª rivoluzione, come reazione alle politiche di un governo visto come causa di continue rivolte contadine, che, rovesciando i bolscevichi, avrebbe dovuto instaurare il comunismo definitivo evolvendo il comunismo di guerra attuando la collettivizzazione delle terre come soluzione alle rivolte contadine ma non ritornando al capitalismo (seppur "di stato") come fece Lenin con la NEP. Secondo questa visione, la NEP fu la reazione a questi problemi contro i bolscevichi più oltranzisti.
Nel pieno della rivolta contadina anti-sovietica partita da Tambov e della rivolta anarchica dei marinai di Kronštadt, si svolge il X Congresso del Partito Comunista Russo (bolscevico) nel quale Lenin introduce la nuova politica economica che sostituisce il comunismo di guerra.

## Caratteristiche principali
Torna l'uso del denaro (benché l'azienda di stato Goznak stampasse già valori bollati dal 6 giugno 1919), inizialmente buoni non convertibili (poiché l'obiettivo dichiarato del governo sovietico rimaneva ufficialmente ancora quello di costruire una società comunista in cui non ci sarebbero stati soldi) denominati "sovznaki" (abbreviazione di "sovetskie znaki", ossia "buoni sovietici"), successivamente (dal 1º novembre 1922, a seguito di riforma monetaria, segnando con ciò l'ineluttabilità della circolazione monetaria) valuta vera e propria denominata "červonec'" (in italiano, desueto: cervone); le requisizioni sono quindi sostituite da imposte computate e versate in certificati cartacei (scemano così le rivolte contadine inerenti). Viene abolito il lavoro coatto e militarizzato (il quale aveva assunto la forma di vera e propria schiavitù e servitù della gleba causa di rivolte al pari delle requisizioni) e sostituito da quello salariato, nelle fabbriche e negli impianti viene introdotta la contabilità dei costi, ed il loro sistema dirigenziale basato sui caporioni (spesso inetti e corrotti) viene sostituito da consigli di amministrazione di nomina ministeriale; la libertà di commercio viene ripristinata e quella di impresa confermata ma rimane la proibizione dell'utilizzo di manodopera dipendente fino a quando verrà ripristinata nel 1925. 
Sotto la NEP, non solo "la proprietà privata, l'impresa privata e il profitto privato furono ampiamente ripristinati nella Russia di Lenin", ma il regime di Lenin si rivolse al capitalismo internazionale per assistenza, disposto a fornire "generose concessioni al capitalismo straniero". Lenin ha assunto la posizione che, per raggiungere il socialismo, ha dovuto creare "i prerequisiti materiali mancanti" della modernizzazione e dello sviluppo industriale che hanno reso imperativo per la Russia sovietica "ricadere su un mercato controllato centralmente - programma influenzato del capitalismo di stato". Lenin stava seguendo apparentemente una sua interpretazione dei precetti di Karl Marx secondo cui una nazione deve prima raggiungere "la piena maturazione del capitalismo come presupposto per la realizzazione socialista". Gli anni futuri useranno il termine Marxismo-Leninismo per descrivere l'approccio di Lenin alle politiche economiche che sono state viste per favorire le politiche che hanno spostato il paese verso il comunismo. La politica principale utilizzata da Lenin era la fine delle requisizioni di grano e invece istituiva una tassa sui contadini, permettendo così loro di conservare e scambiare parte di quanto producevano. Ciò aumentò l'incentivo dei contadini a produrre, e in risposta la produzione è aumentata del 40% dopo la siccità e la carestia del 1921–22. Inizialmente, questa tassa fu pagata in natura, ma quando la valuta divenne più stabile nel 1924, fu cambiata in un pagamento in contanti.

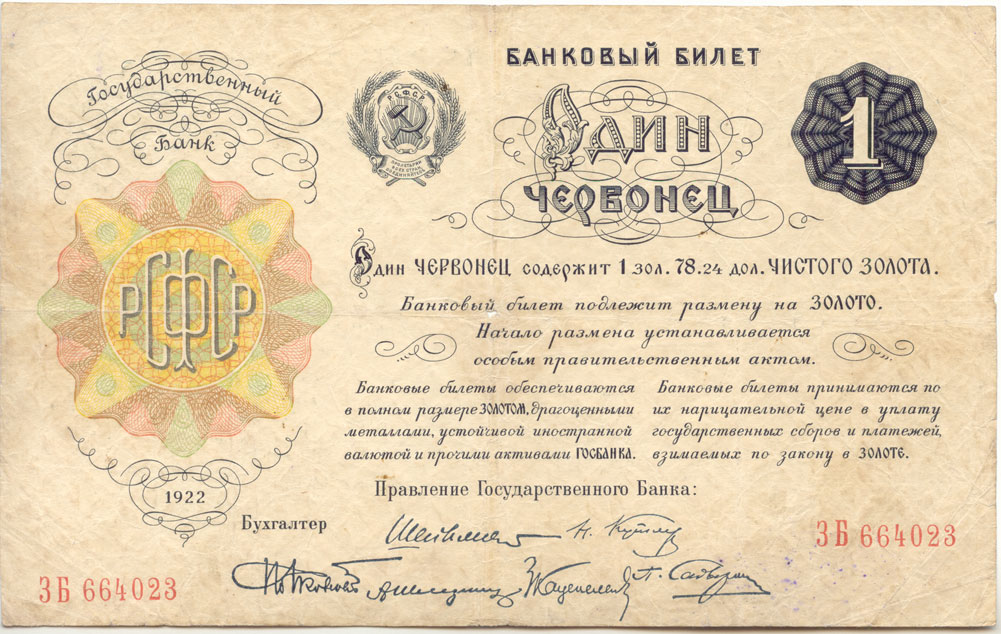
Il ristabilimento di una valuta stabile, i "červonec'" sostenuti dall'oro, era una componente politica essenziale del ritorno dello stato sovietico ad un'economia basata sulla moneta

La maggior modifica fu la reintroduzione del denaro con la riforma monetaria e la fondazione della Gosbank. La NEP ripristinò la proprietà privata in alcuni settori dell'economia, in particolare nell'agricoltura. Sostituì il comunismo di guerra, considerato insostenibile in una nazione ancora sottosviluppata e dilaniata dalla guerra civile appena conclusa. Sebbene l'industria fosse totalmente nazionalizzata, si introduceva il concetto di autosufficienza e autonomia aziendale (avrebbero quindi ricominciato ad operare "a scopo di lucro") e si permetteva per la prima volta ai contadini di vendere i propri prodotti sul libero mercato nazionale, fatta salva la parte che spettava allo stato ("prodnalog"), abolendo la pratica delle requisizioni ("prodrazvërstka"). Nel 1925 al III Congresso dei Soviet dell'Unione Sovietica viene abolito il divieto di affitto dei terreni di proprietà privata e quello di utilizzo di manodopera dipendente salariata; vengono ridotte le tasse. Fautore di queste riforme liberiste è Nikolaj Ivanovič Bucharin, in piena continuità con la dottrina leninista; Stalin, benché perplesso, non si oppone. Lo stesso Lenin considerava la NEP, per quanto necessaria, un passo indietro nella corsa verso il socialismo: "Non siamo ancora abbastanza civilizzati per il socialismo", diceva, riferendosi alla condizione prevalentemente agraria della Russia del tempo, con una piccola popolazione urbana e operaia, che a suo vedere non permetteva un passaggio alla società pienamente socialista.
Le riforme economiche della NEP miravano a fare un passo indietro rispetto alla pianificazione centrale e consentire all'economia di diventare più indipendente. Le riforme del lavoro della NEP hanno legato il lavoro alla produttività, incentivando la riduzione dei costi e gli sforzi raddoppiati del lavoro. I sindacati sono diventati organizzazioni civiche indipendenti. Le riforme della NEP hanno anche aperto le posizioni del governo ai lavoratori più qualificati. La NEP ha offerto al governo l'opportunità di utilizzare ingegneri, specialisti e intellettuali per la contabilità dei costi, l'acquisto di attrezzature, le procedure di efficienza, la costruzione ferroviaria e l'amministrazione industriale.
Le leggi sancivano la coesistenza di settori privati e pubblici, che erano incorporati nella NEP, che d'altra parte era una "economia mista" orientata dallo stato. La NEP rappresentava un allontanamento dalla piena nazionalizzazione di alcune parti delle industrie. Alcuni tipi di investimenti esteri erano previsti dall'Unione Sovietica nell'ambito della NEP, al fine di finanziare progetti industriali e di sviluppo con requisiti di valuta estera o tecnologici con l'attrazione di capitali stranieri mediante concessioni.
La NEP riuscì a risollevare l'economia sovietica dopo i disastri della prima guerra mondiale, della rivoluzione e della guerra con i bianchi. In particolare essa aumentò enormemente la produzione agricola e rallentò la carestia in corso. Il problema della scarsa produttività del lavoro venne risolto con lo stimolo economico del mercato libero e la concorrenza tra le industrie (per quanto soggette allo stato). La riforma creò una nuova classe dalle caratteristiche originali: gli uomini della NEP, come erano chiamati, erano coloro che si erano arricchiti grazie alle nuove possibilità di mercato, ma che non godevano di alcun diritto politico, in quanto non considerati lavoratori, e che saranno tra i principali bersagli della persecuzione staliniana successiva alla morte di Lenin. Questi commercianti privati hanno aperto imprese urbane anche assumendo lavoratori dipendenti. Gli uomini della NEP includevano anche artigiani rurali che vendevano le loro merci sul mercato privato.

## Risultati
Dopo l'istituzione della NEP, la produzione agricola è aumentata notevolmente. Al fine di stimolare la crescita economica, gli agricoltori hanno avuto la possibilità di vendere parti del loro raccolto anche al governo in cambio di una compensazione monetaria. Gli agricoltori ora avevano la possibilità di vendere alcuni dei loro prodotti, dando loro un incentivo economico personale a produrre più grano. Questo incentivo, unito alla rottura delle proprietà terriere quasi feudali, ha superato la produzione agricola pre-Rivoluzione. La NEP è riuscita a creare una ripresa economica dopo la devastazione di Prima guerra mondiale, Rivoluzione russa e Guerra civile russa. Nel 1925, sulla scia della NEP di Lenin, una «... grande trasformazione stava avvenendo politicamente, economicamente, culturalmente e spiritualmente» (Bucharin): le industrie su piccola scala e leggere erano in gran parte nelle mani di imprenditori o cooperative private. Nel 1928, la produzione agricola e industriale era stata riportata al livello del 1913 (prima della prima guerra mondiale). Il settore agricolo divenne sempre più dipendente da piccole fattorie familiari, mentre le industrie pesanti, le banche e le istituzioni finanziarie rimasero di proprietà e gestite dallo stato. Ciò ha creato uno squilibrio nell'economia in cui il settore agricolo stava crescendo molto più velocemente dell'industria pesante. Per mantenere il loro reddito, le fabbriche hanno aumentato i prezzi. A causa dell'aumento del costo dei manufatti, i contadini dovevano produrre molto più grano per acquistare questi beni di consumo, il che aumentava l'offerta e quindi riduceva il prezzo di questi prodotti agricoli. Questo calo dei prezzi dei prodotti agricoli e il forte aumento dei prezzi dei prodotti industriali era noto come "crisi scissoria" (a causa dell'incrocio dei grafici dei prezzi dei due tipi di prodotto). I contadini iniziarono così a trattenere le loro eccedenze in attesa di prezzi più alti, o le vendettero agli "uomini della NEP" (commercianti e intermediari) che le vendevano a prezzi elevati anche esportandole all'estero. Molti membri del Partito Comunista lo considerarono uno sfruttamento speculativo dei consumatori urbani. Per abbassare il prezzo dei beni di consumo, lo stato ha adottato misure per ridurre l'inflazione e attuare riforme sulle pratiche interne delle fabbriche. Il governo ha anche messo dei prezzi fissi, nel tentativo di arrestare l'effetto forbice, ma senza risultato. Nel 1928 ciò causò una crisi degli approvvigionamenti di grano sovietico che determinò Stalin a mettere un freno all'iniziativa privata.
Sia la NEP sia i piani quinquennali di Stalin permetteranno all'Unione Sovietica di non percepire quasi totalmente gli effetti della crisi economica capitalistica degli anni '20-'30 né della crisi del '29, proprio perché l'economia che si sviluppò parallelamente all'economia capitalistica occidentale a differenza di quanto sarebbe accaduto in un sistema come il comunismo di guerra nel quale produzione e distribuzione sono indipendenti da questioni finanziarie. Essa fu inoltre sotto il governo sovietico.

## Disaccordi nella leadership
Fin dall'inizio la NEP fu vista come una misura provvisoria e raccolse pochi consensi tra i marxisti ortodossi del partito bolscevico perché introduceva degli elementi capitalistici. La NEP era principalmente una nuova politica agricola. I bolscevichi consideravano la vita tradizionale del villaggio come conservatrice e arretrata. Proprio in relazione ai piccoli contadini Lenin affermò che "la produzione in piccola scala ha fatto nascere il capitalismo e la borghesia, costantemente, ogni giorno, ogni ora, con una forza elementare, e in vaste proporzioni". Con la NEP, lo stato ammetteva solo le proprietà terriere private perché l'idea di agricoltura collettivizzata aveva incontrato una forte opposizione tra i contadini divenuti proprietari col decreto del 1917 col quale Lenin regalava la terra in proprietà privata. Lenin considerava la NEP come un ritiro strategico temporaneo dal socialismo. Lo riteneva capitalismo, ma lo giustificò insistendo sul fatto che si trattava di un diverso tipo di capitalismo, "capitalismo di stato", identificato come l'ultimo stadio del capitalismo prima dell'evoluzione in socialismo. Anche se Stalin sembrava inizialmente recettivo verso lo spostamento della politica di Lenin verso un sistema capitalista di stato, successivamente dichiarò (nel XII Congresso del Partito nell'aprile 1923) che esso tuttavia instillava nella mentalità delle persone la "crescita del pensiero nazionalista e reazionario...". Criticò inoltre che nel recente plenum del Comitato centrale si erano tenuti da parte dei membri discorsi incompatibili con il comunismo, che alla fine si sono esplicitati nella nascita della NEP. Queste affermazioni sono state fatte subito dopo che Lenin è stato colpito da trombosi. Nel 1924, anno della morte di Lenin, Nikolai Bucharin era diventato il principale sostenitore della nuova politica economica. Lev Trockij e Stalin non erano d'accordo con Lenin su come sviluppare l'economia sovietica. Trockij, sostenuto da membri radicali del Partito Comunista (in particolare con Zinov'ev e Kamenev, con lui riuniti nella cosiddetta Opposizione unificata), credeva che il socialismo in Russia sarebbe sopravvissuto solo se lo stato avesse controllato l'allocazione di tutta la produzione. Trockij credeva che lo stato sarebbe dovuto rientrare in possesso di tutta la produzione per investire nella formazione del capitale. D'altra parte, Stalin inizialmente sostenne i membri più moderati del Partito Comunista e sostenne la NEP come un'economia capitalista gestita dallo stato. Alla morte di Lenin Stalin riuscì a strappare il controllo del Partito Comunista a Trockij.

## Fine della NEP
Nonostante l'opinione di Lenin secondo cui la NEP dovrebbe durare diversi decenni almeno fino a quando non fosse stata raggiunta l'alfabetizzazione funzionale universale, nel 1928, dopo soli sette anni di NEP, il successore di Lenin, Stalin, dopo aver sconfitto la fazione di Trotskij, influenzato anche dalla crisi degli approvvigionamenti di grano sovietico del 1928 (della quale accusava le speculazioni operate dai kulaki), ribaltò le sue opinioni sulla politica economica: la NEP fu abbandonata non appena ebbe il pieno controllo dell'apparato del partito, con la grande svolta o grande rottura (russo: Великий перелом, velikij perelom) a favore dell'accelerazione della collettivizzazione e dell'industrializzazione. Stalin introdusse la piena pianificazione, ri-nazionalizzando gran parte dell'economia, e dalla fine degli anni 1920 in poi ha introdotto una politica di rapida industrializzazione forzata. L'esproprio delle terre (regalate da Lenin nel 1917) con la collettivizzazione dell'agricoltura è stato il suo più notevole allontanamento dall'approccio della NEP. Al posto della NEP furono introdotti i piani quinquennali, si inaugurò una politica economica completamente centralizzata e si intraprese un processo di industrializzazione forzata e collettivizzazione agricola. Stalin ordinò la creazione forzata di comuni agricole (kolchoz) e decise l'eliminazione dei kulaki, i contadini agiati. Grazie a queste radicali misure Stalin riuscì, a prezzo di grandi sacrifici, a dotare l'URSS della capacità produttiva industriale (soprattutto nell'industria pesante) necessaria ad affrontare con successo la lotta della seconda guerra mondiale.
I bolscevichi speravano che la base industriale dell'URSS raggiungesse il livello dei paesi capitalisti in Occidente, per evitare di perdere una guerra futura. Stalin proclamò: "O lo facciamo, o saremo schiacciati". Le fattorie contadine erano troppo piccole per supportare le massicce richieste agricole della spinta dell'Unione Sovietica a una rapida industrializzazione, e gli economisti sovietici affermarono che solo una collettivizzazione delle fattorie poteva sostenere tale espansione. Di conseguenza, Stalin impose la collettivizzazione per sostituire le fattorie private. La collettivizzazione includeva lo spogliamento della terra dai "kulaki" per distribuirla tra le cooperative agricole sotto forma di kolchoz e statali come sovkoz.

## Critiche
Lenin e i suoi seguaci vedevano la NEP come una misura provvisoria. Tuttavia, si dimostrò altamente impopolare tra l‘opposizione di sinistra in seno ai bolscevichi a causa del suo compromesso con alcuni elementi capitalistici e della rinuncia al controllo statale. L'ala sinistra vedeva la NEP come un tradimento dei principi comunisti e credeva che avrebbe avuto un effetto economico a lungo termine negativo, e proponeva il progetto di un'economia completamente pianificata. In particolare, la NEP favorì la classe dei commercianti che i comunisti consideravano "nemici di classe" della classe operaia. D'altra parte, Lenin disse «La NEP è seria e di lungo termine» ("это всерьез и надолго"), nel suo «Discorso di chiusura della conferenza del 28 maggio» che è stato usato per supporre che se Lenin fosse vissuto, la NEP sarebbe continuata oltre il 1929. Lenin disse anche della NEP, «Stiamo facendo un passo indietro oggi, per fare due passi avanti domani», suggerendo che, sebbene la NEP sembrasse puntare in un'altra direzione, avrebbe creato le condizioni economiche necessarie all'affermazione del socialismo.
Sebbene Lenin avesse inizialmente inteso la NEP come una fase di reflusso solo provvisoria e contingente indotta dall'emergenza, stretto da un lato dalle rivolte contadine e dall'altro dal rischio di un rovesciamento del suo governo da parte di bolscevichi oltranzisti, il sistema inizialmente praticato con il comunismo di guerra non fu più ripristinato; per questo, nonostante Karl Marx non abbia mai indicato precisamente in cosa dovesse consistere in pratica il sistema comunista, gli interpreti marxisti "puristi" ritengono che l'abbandono del comunismo di guerra basato sul metodo distributivo del razionamento (ossia secondo loro del comunismo tout court, da evolvere in seguito ma non abbandonare totalmente come, secondo questa interpretazione, invece fece Lenin) abbia rappresentato l'abbandono del sistema comunista stesso, non considerando più tale quello che ne seguì ma solo un capitalismo di stato e ritenendo assolutamente imprescindibile per il sistema comunista l'abolizione del concetto stesso di "unità di conto" conseguentemente rappresentato dal denaro nel suo utilizzo come mezzo di scambio e di accumulazione di valore ("capitale") e quindi inconciliabile con il comunismo la sua esistenza che Marx implicitamente non avrebbe contemplato. Questa critica si sviluppò perché il governo bolscevico aveva fin da subito mostrato, a opinione dei "puristi" marxisti libertari, caratteristiche degenerate da demagogia e populismo, ad iniziare dal Decreto sulla terra l'8 novembre 1917, il quale invece di collettivizzarla sotto la forma che poi verrà presa da Stalin nei sovchoz venne invece distribuita in proprietà privata ai piccoli contadini (kombedy), dotandoli successivamente (11 giugno 1918) di libertà di associazione (soviet propri, quindi a difesa dei propri interessi particolari), tradendo l'impostazione marxista originaria e aprendo di conseguenza la necessità di applicare metodi liberticidi allo scopo di reprimere tali interessi particolari esistenti. Di conseguenza secondo tale visione che identifica nel comunismo "di guerra" il comunismo marxista autentico (o quantomeno "sulla strada giusta" per divenirlo), tutte le conseguenze negative riscontrate nella sua applicazione sono da imputare originariamente proprio e solamente alla mancata collettivizzazione delle terre. Di conseguenza per loro la NEP non fu una soluzione ma solo un regresso ingiustificabile. Sebbene successivamente Stalin collettivizzò la terra, lo fece rimanendo per il resto nel medesimo sistema finanziario della NEP, da cui la permanenza delle medesime distorsioni causate in primis dall'esistenza di un'unità di conto finanziaria con tutte le relative conseguenze, dai marxisti libertari imputate quindi anche al sistema stalinista tanto quanto alla NEP.

## Influenza
Alexander Pantros e Steven Levine, oltre ad altri autori come Domenico Losurdo, vedono diverse similitudini con le riforme cinesi avvenute dopo la morte di Mao Zedong con il leader Deng Xiaoping negli anni 1980, tra cui l'espropiazione alla classe borghese del potere politico senza l'espropiazione del potere economico.  Lo stesso Deng affermò nell'agosto 1985: «Forse Lenin ebbe una buona idea quando decise di adottare la Nuova politica economica».